# 経頭蓋磁気刺激法

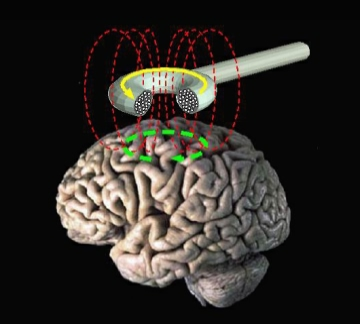
経頭蓋磁気刺激法

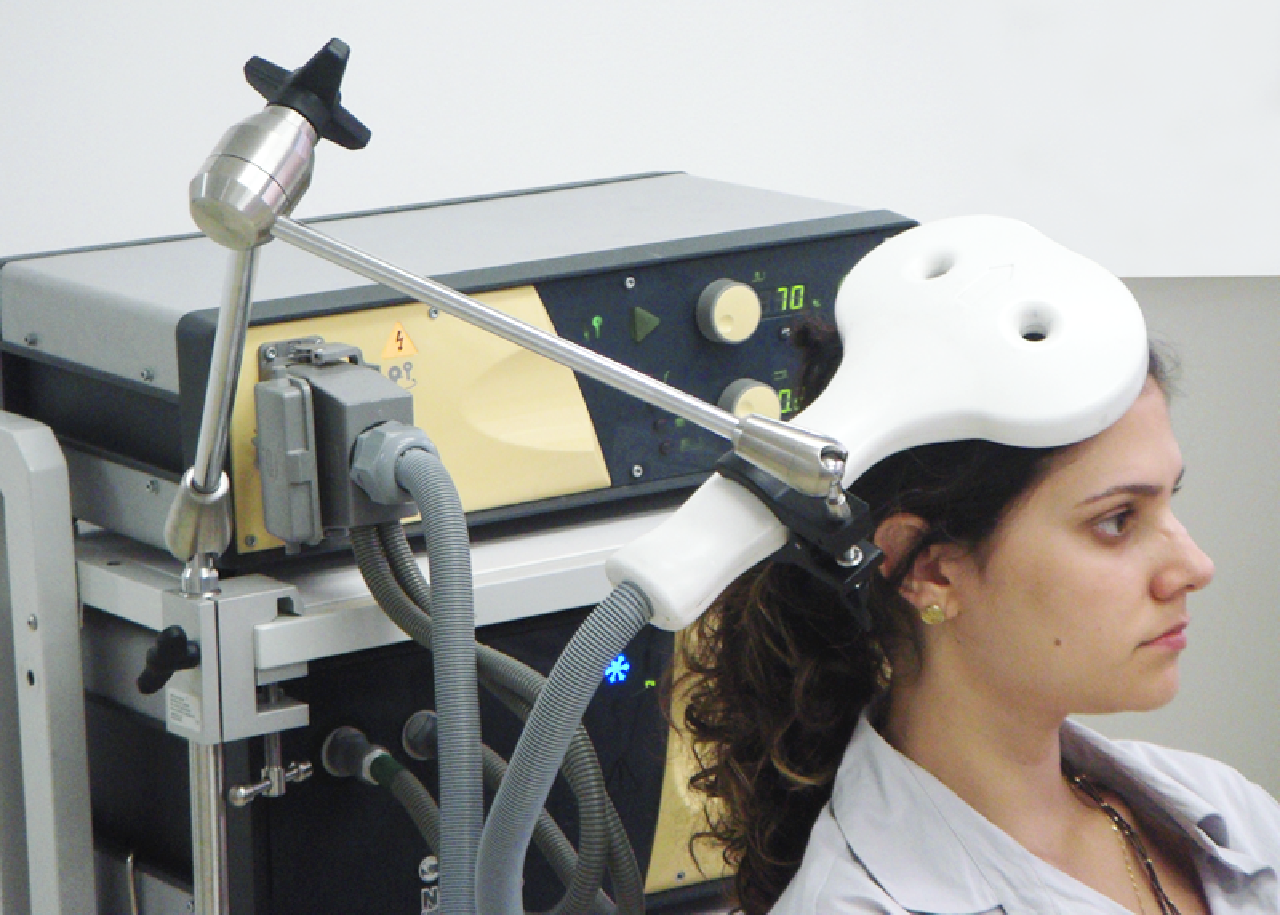
8の字型のコイルを頭部にかざしている様子

経頭蓋磁気刺激法（けいとうがいじきしげきほう、英: Transcranial magnetic stimulation、TMS）は、おもに8の字型の電磁石によって生み出される、急激な磁場の変化によって（ファラデーの電磁誘導の法則により）弱い電流を組織内に誘起させることで、脳内のニューロンを興奮させる非侵襲的な方法である。この方法により、最小限の不快感で脳活動を引き起こすことで、脳の回路接続の機能が調べられる。
反復経頭蓋磁気刺激法はrTMS (Repetitive transcranial magnetic stimulation) とも略され、脳に長期的な変化を与える。多くの先行研究により、この方法が多くの神経症状（例えば、頭痛、脳梗塞、パーキンソン症候群、ジストニア、耳鳴り）や精神医学的な症状（例えばうつ病、幻聴）に有効な治療法であることが示されている。

## 背景と歴史
渦電流によって脳の誘導刺激を行う原理は19世紀からすでに記載されている。また、初めてのTMS研究はイングランドのシェフィールドにおいて、1985年にアンソニー・ベイカー (Anthony Barker) らによって行われた。この実験では、運動野から脊髄への神経インパルスの伝導が示された。これと同じことは経頭蓋電気刺激法 (transcranial electrical stimulation) によって数年前にすでに示されていたが、経頭蓋電気刺激法は非常に強い不快感を生むという欠点があった。大脳皮質の異なる位置を刺激し、（例えば筋肉などの）反応を計測することで、脳機能マッピングなどを行うことができる。fMRIなどの脳機能イメージングやEEGなどのデータと組み合わせることによって、大脳皮質領域の情報（TMSへの反応）や領域間の接続などの情報を得ることができる。

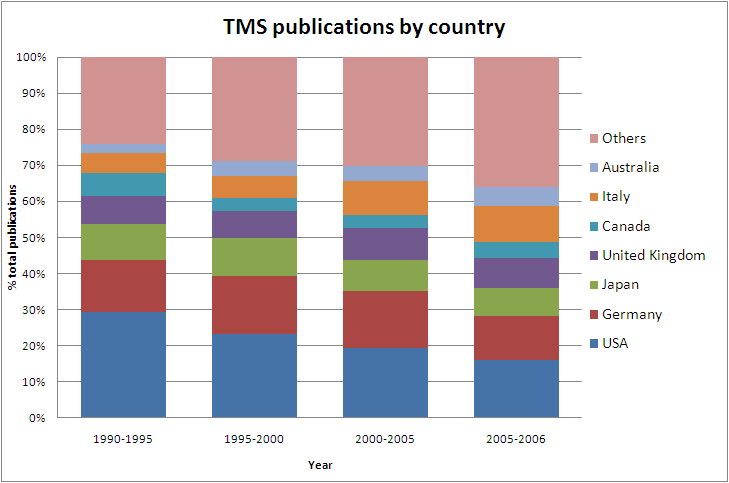
TMSに関する国別論文数

現在では、世界で数千台のTMS装置が使われ、TMSの科学的、診断的、治療的な実験に関する3000本以上の科学論文が発行されている。

## TMSの原理
TMSがどのようにして脳に影響を与えるかに関する正確な詳細は、いまだ研究の途中である。しかし、TMSの効果に関してはその刺激の方式によって以下のように分けられている。
単発経頭蓋磁気刺激法、または、2連発経頭蓋磁気刺激法（Single pulse TMS または Paired pulse TMS）
パルス刺激によって、大脳新皮質にある神経細胞集団を脱分極させ、活動電位を引き起こす。この刺激法を一次運動野に使用した場合、筋電計 (EMG) によって計測可能な運動誘発電位 (MEP) を引き起こす。また、後頭葉に使用した場合、“眼内閃光”が被験者によって観察される。皮質の他の領域のほとんどでは、被験者が自覚可能な効果は観察されない。しかし、その行動（例えば、認知課題に対する反応時間の変化）や、ポジトロン断層法や fMRI によって計測される脳活動は微妙に変化する可能性がある。このような効果は、刺激を行っている時間以上に長続きすることはない。TMS に関する総説は、"the Handbook of Transcranial Magnetic Stimulation" に存在する。
反復経頭蓋磁気刺激法（rTMS、Repetitive TMS）
刺激後も効果が持続する刺激法である。rTMS は刺激の強度やコイルの向き、刺激の周波数などに従って、皮質脊髄路や皮質間経路の興奮性を増加、または減少させることができる。rTMSのこのような効果は、長期増強 (LTP) や長期抑圧 (LTD) と同種な、シナプス荷重の変化を反映しているものと考えられているが、そのメカニズムはまだ明確には分かっていない。近年の rTMS に関する総説にフィッツジェラルド (Fitzgerald) らによる2006年のものが存在する。
このように通常の刺激法と反復刺激法 (rTMS) では方式によって異なる効果が存在するので、区別する必要がある。

## TMSとrTMSの研究への応用
認知心理学や認知神経科学においてTMSが重要である理由の一つとして、TMSは因果関係を示せるという点がある。非侵襲的なマッピング法であるfMRIなどによって、被験者が特定の課題を行っている際に、どの脳領域が活動しているかが分かる。しかし、このことはその脳領域が実際にその課題を遂行するために使われているという証拠とはならない。何故なら、このことはその脳領域がその課題と関連しているということを示したに過ぎないからである。しかし一方、その領域の活動をTMSによって抑制（つまり“ノックアウト”）した結果、被験者によるその課題の成績が低下したのであれば、その脳領域がその課題に実際に使われているという強い証拠になる。  
例えば、被験者にある数字列を記憶してもらい復唱させる課題において、前頭前皮質 (PFC) の活動がfMRIによって観測された場合、短期記憶におけるこの領域の役割が示唆される。このときさらに、実験者が TMS によって PFC に干渉すれば、被験者の数字列を記憶する能力が低下し、PFC が短期記憶に重要な役割を持つという証拠が得られる。何故なら被験者の PFC の能力の低下が短期記憶の減少を引き起こしたからである。
この“ノックアウト”法（または仮想障害法 (virtual lesioning)）は2種類の方法で行われる。
オンラインTMS (Online TMS)
被験者が課題を行っている際に、課題内の特定の（おおよそ1-200msのオーダーの）時間帯においてTMSパルス刺激を脳の特定の領域に行う方法。この刺激により、課題の成績が特異的に変化する。これにより、刺激した脳領域が課題内の特定の時間帯において、その課題に関係していることが示される。この方法の利点は、実験の結果から特定の脳領域がその課題をいつ、どのように処理しているのかという情報を得ることが出来るほか、プラセボ効果や他の脳領域による機能の補填による効果が起きる時間を無くすことが出来る点がある。一方、この方法の欠点としては、刺激を行う位置に加えて、問題となる脳領域がその課題に関係するおおよその時間帯を、被験者があらかじめ知っていなければならないため、刺激による効果が起きないことが決定的な証拠とはならない点がある。
オフライン rTMS (Offline repetitive TMS)
事前に被験者の課題の成績を計測しておき、次に rTMS を数分間行い、その後にもう一度課題の成績を計測する方法。この方法の利点は脳処理の時間スケールに関する知識を必要としない点である。しかし、プラセボ効果に対するドーパミンの寄与により、オフライン rTMS はプラセボ効果の影響を非常に受けやすいという欠点がある。加えて、オフライン rTMS の効果は被験者間や同一被験者内でも一定ではない。この方法の派生として、反復刺激法により課題成績を上げる“強化”法があるが、“ノックアウト”法よりさらに困難である。

## TMSとrTMSの危険性
ヒトの脳内で電流を誘起する方法であるため、TMSとrTMSはてんかん発作を起こす可能性がある。ただ、てんかん患者や薬物投与を受けている患者を除いてはTMSの危険性は非常に低い。また、5Hz以上の周波数で高い強度で行うrTMSは危険性が（依然低いものの）有意に高まることが示されている。
多くの被験者で報告されている他のTMSの副作用として以下のものがある。
- 頭皮下にある神経、および筋肉を刺激されることによる不快感や痛み
- TMSパルスによって起きる大きなクリック音

## TMSとrTMSの臨床面への応用
TMSとrTMSの利用は診断への利用と治療への利用に分けられる。

### TMSの診断目的での利用
現在TMSはヒトの特定の脳回路の機能と活動を計測するために臨床的に利用されている。最も頑強で広く使われている利用法として、一次運動野と筋肉の接続の計測（つまり、運動誘発電位 (MEP) の振幅、運動誘発電位の潜時、中枢神経伝導時間 (central motor conduction time: CMCT) の計測）がある。この利用法は脳梗塞、脊髄損傷、多発性硬化症や運動ニューロン病の患者への利用に効果的である。様々な病気の患者において、異常な結果を示す計測法が他にも多く存在するが、有効で再現性を持つものは少なく、さらに重要なことに、これらの計測法の診断基準がまだ分かっていない。その中でも最も有名なものとして、鯨井らにより報告された、運動野の皮質内回路 (intracortical circuits) を計測する短間隔皮質内抑制 (short-interval intracortical inhibition : SICI) がある。
現在では、ヒトの脳の可塑性は rTMS（及び、その方法の派生であるθバースト刺激 (theta-burst stimulation) や連合性ペア刺激 (paired associative stimulation) など）によっても計測され、可塑性の異常は多くの病気における主要な異常であることが指摘されている。

### TMSの治療目的での利用
多くのTMSとrTMSの研究が様々な神経学的、精神医学的な疾患に対して実施されている。日本で医療保険適応となっているのは、治療抵抗性のうつ病のみである。
他には下記のいくつかの疾患では、TMSによる治療の効果があると報告されている。
- 脳梗塞
- 非流暢性失語[6]
- 耳鳴り
- パーキンソン症候群
- ジストニア
- 筋萎縮性側索硬化症
- 頭痛[7]
- 不全失語症
- 半側空間無視
- 幻肢
- 慢性疼痛
- 強迫性障害（研究が継続中）
- 統合失調感情障害による幻聴

ただし、プラセボ（偽薬）効果に関しては注意が必要である。

#### うつ病の治療目的での利用
原理
保険適応
2019年6月に、治療抵抗性のうつ病に対する診療報酬が開始された。
寛解率
6週間のTMS治療での寛解率は27.1％。3週間の抗うつ薬による維持療法の導入後は、寛解率は36.5%。それに続く24週間の維持療法では、症状の増悪した患者に追加TMSを併用しており、結果として寛解率は約50-60%。
副作用
TMSの副作用は、刺激部位の痛みや不快感、頭痛など  。rTMSの副作用は頭痛 、頭皮痛 、自発性痙攣など。
修正電気痙攣療法との比較
rTMSは修正電気痙攣療法 (mECT) と違い、意識を失わないが、効果は電気痙攣療法に劣る。

## TMS装置
一般的な用途のTMSとrTMS装置の代表的な製造者として、以下の企業がある。
- Cadwell（ アメリカ合衆国）
- Medtronics（ アメリカ合衆国）
- Neuronetics,Inc.（ アメリカ合衆国）
- The Magstim Company（ イギリス）
- Dantec（ デンマーク）
- Schwarzer（ ドイツ）
- Nexstim（ フィンランド）

アメリカでは、いくつかのTMSとrTMS装置はアメリカ食品医薬品局 (FDA) による末梢神経への刺激の認可を受けている。従って、アメリカでの脳障害への利用は原則的に、それぞれの医師が適切であると判断した場合に、認可外の薬品の使用と同様に“認可外”で行われる。しかし、ほとんどの合法的なTMSの使用は病院倫理委員会 (hospital ethics board) の定めるリサーチプロトコルに従って行われる。特にアメリカではFDAの治験医療機器の適用免除 (Investigational Device Exemption) に従う。TMSの研究への利用のためにFDAの認可を受けるには研究者達やFDA、各地の倫理局によって評価された危険度によって決定されている。うつ病の治療に対するTMSの利用認可の出願は2006年にFDAに提出され、2008年に承認された。現在は全州に渡って適応となっている。ヨーロッパでは、TMS装置は医療機器指令 (Medical Device Directive) に従い製造され、CEマークによって認可されている。従って、EU内では自由に販売されている。

## TMSの技術的な情報
TMSは単純に言えばファラデーの電磁誘導の法則を応用して、頭皮や頭蓋骨などの絶縁組織を通過して電流を不快感なく流す装置である。ワイヤーのコイルはプラスチックの中に入れられ、頭部に当てられる。巨大なコンデンサからの急速な放電によってコイルに電圧が印加されると、その巻き線に急速な電流の変化が生まれる。それによりコイルの平面に直交するように磁場が生まれる。磁場は頭皮や頭蓋骨に妨げられることなく通過し、頭蓋骨に対する接線方向にコイルの電流と逆向きの電流を脳内で誘起する。脳内に生じた誘起電流は皮質表面への電気刺激と同様に付近の神経細胞を活性化させる。脳は一様な電気伝導体ではなく、不規則な形をしているため、この電流の経路はモデル化するには複雑である。MRIに基づく定位固定制御により、TMS刺激の目標との誤差は数mm程度になるとされている (Hannula et al., Human Brain Mapping 2005)。
- 典型例[12]
  - 磁場 : 通常はコイル表面で約2テスラ皮質内で0.5テスラ
  - 電流上昇時間 : 原点からピークまで通常70から100ms の間
  - 波形 : 単相または2相
  - rTMSの反復周波数 : 1 Hz 以下 (slow TMS) または1 Hz 以上 (rapid-rate TMS)

### TMSコイルの種類

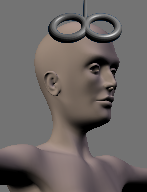
TMS - 8の字型コイル

異なる磁場パターンを生み出す、様々なタイプのコイルが存在する。例として、下記に挙げるものがある。
円型コイル
TMS コイルの原型となったタイプ
8の字型コイル（蝶々型）
より集中した磁場を生み、限局した活動を生む
双円錐型コイル (double-cone coil)
頭部の形状に合い、より深部の刺激が可能
深部TMS (Deep TMS)（またはH字型コイル）
臨床的うつ病に悩む患者の臨床試験に最近利用されるようになっている